# Mirtoviči
Mirtoviči este o localitate din comuna Osilnica, Slovenia, cu o populație de 11 locuitori.